# Das Haus de Mondez
Das Haus de Mondez (frz. L'hôtel de Mondez) ist eine Erzählung des französischen Schriftstellers Maurice Druon aus dem Jahr 1956.

## Inhalt
Marseille in einer Nebenstraße der Canebière in der Nähe der Reformiertenkirche nach dem Ersten Weltkrieg: Der Ehrendomherr Augustin de Mondez – klein von Wuchs – vertreibt sich die Zeit mit Schriftstellerei. Die drei Schreibtische in seinem Arbeitszimmer sind erforderlich, denn er schreibt stets – quasi parallel – an drei Büchern. Gerade sitzt er an einem Werk zur phokäischen Kolonisation seiner Heimatstadt. Seit der Herausgabe seines vierbändigen Handbuchs über die Kirchenschätze der Provence – das war bereits vor vierzig Jahren – fehlt es ihm nicht an Marseiller Reputation. Für seine zwei Jahre ältere Schwester Mademoiselle Aimée de Mondez – diese ist noch kleiner gewachsen als er – bleibt er für immer und ewig der Abbé. Wenn der Abbé vor Aimée irgendetwas verbergen muss, zum Beispiel einen Honigtopf, ist die 45-jährige Nichte Minnie – vollbusige Frau des Neffen Graf Vladimir – seine Verbündete. Verglichen mit ihren kleinwüchsigen Verwandten im Hause de Mondez erscheint Gräfin Minnie beinahe als Riesin.
Vladimir – an der Schwelle des Alters – hatte sich damals gewundert, als die stolze Minnie, „dieses blonde, riesige Geschöpf“, sich ihm an den Hals geworfen hatte. Nach dem Beginn der Affäre seiner Gattin mit dem Monsieur Dudoy de Saint-Flon war dem gehörnten Ehemann Vladimir ein Licht aufgegangen: Er war von Minnie seines Titels wegen genommen worden. Nur eine Gräfin hatte Saint-Flon bekommen können. Die de Mondez hatten seinerzeit Minnie, die Tochter eines ehemaligen Richters, mit offenen Armen in dem Irrtume aufgenommen, es sei Vermögen vorhanden. Minnie und Vladimir haben einen missratenen Sohn – den Grafen Louis de Mondez, genannt Monsieur Loulou. Das bürgerliche Fräulein Marie-Françoise Asnais will Gräfin werden und macht sich mit Heiratsabsicht an Monsieur Loulou heran. Die Marseiller Familie Asnais aus die Rue Paradis ist vermögend. Dabei hatte der Urgroßvater des Mädchens die Oliven noch eigenhändig aufgelesen. Minnie und Vladimir, die in mehr als bescheidenen Verhältnissen leben, käme diese Verbindung gerade recht.
Minnies kostbares Armband, ein Erbstück, ist weg. Aimée bezichtigt Teresa aus Calvi des Diebstahls. Anlässlich solcher Anschuldigung bricht angestautes Ungemach aus dem arbeitsamen Dienstmädchen heraus. Erbittert schreit Teresa, Monsieur Loulou habe sie geschwängert. Zuhause auf Korsika könne sie sich nicht mehr sehenlassen. Als Marie-Françoise von Monsieur Loulous Verfehlung erfährt, will sie den werdenden Vater nie wiedersehen.  Der Abbé Augustin kann Teresas Geheule nicht anhören. Als dem produktiven Freizeitschriftsteller die Wahrheit bekannt wird, sinniert er: Es könnte doch möglich sein, das Kind wird das einzige de Mondez sein. Aber er als Mann der Kirche darf es nicht adoptieren. Also muss seine Schwester herhalten. Die bejahrte Jungfer Aimée sträubt sich, muss sich jedoch letztendlich dem Willen des Bruders beugen.
Teresas Kind, ein derber Junge, wird Ange genannt – Ange-Aimé-Vladimir-Napoléon de Mondez. Teresa hatte auf Napoléon bestanden. Der letzte Ange de Mondez hatte während der Revolution sein Ende unter der Guillotine gefunden. Der kleine Ange ist seinem Großvater, dem Schuster aus Calvi, wie aus dem Gesicht geschnitten. Apropos Großvater – Graf Vladimir kramt einen alten Kinderwagen hervor und präsentiert seinen Enkel Ange den Marseiller besseren Leuten. Auf der anderen Straßenseite kommt ihm während des Defilees Monsieur Dudoy de Saint-Flon entgegen. Die beiden adeligen Passanten grüßen einander.
Marie-Françoise verzeiht Monsieur Loulou, weil sie immer noch unbedingt Gräfin de Mondez werden möchte. Zur Hochzeit Marie-Françoises mit Monsieur Loulou sind um die vierhundert Gäste geladen. Minnies Armband findet sich wieder. Es war verlegt worden. Der Abbé Augustin überreicht den kostbaren Schmuck unter den Augen Aimées und Minnies der jungen Braut.

## Zitat
- Der Abbé Augustin denkt sich eine Rede aus, die er anlässlich der Hochzeitsfeier Loulous an die Braut richten will: „...Sie heiraten eine Adresse, eine Fassade, ein Haus, einen Titel, eine Illusion.“[4]

### Verwendete Ausgabe
- Das Haus de Mondez. Deutsch von Ewald Czapski. 87 Seiten. Volk und Welt, Berlin 1970 (1. Aufl. 1968) (Reihe Spektrum, Heft 6)